# Stefan Mucharski
Stefan Mucharski – Stefan Mustafa Mirza Mucharski, Tatar urodzony w Skidlu, działacz społeczny, absolwent Uniwersytetu Wrocławskiego.
Współzałożyciel oraz w latach 1992–1999 prezes Rady Centralnej ZTRP oraz były przewodniczący Muzułmańskiego Związku Religijnego w Rzeczypospolitej Polskiej.